# Prakttofsvaktel
Prakttofsvaktel (Callipepla douglasii) är en fågel i familjen tofsvaktlar inom ordningen hönsfåglar.

## Utseende och läte
Prakttofsvaktel är en 25 cm lång hönsfågel med en karakteristiskt lång och rak tofs på huvudet, guldbeige hos hanen och grå hos honan. Fjäderdräkten är huvudsakligen grå med svarta, bruna och vita fläckar och streck, hos hanen även i rödbrunt. Näbben är svart, ögonen bruna och benen mörkgrå till svarta. Den skiljer sig från andra tofsvaktlar genom färgen på huvudtofsen och ljusare fläckning på flankerna.

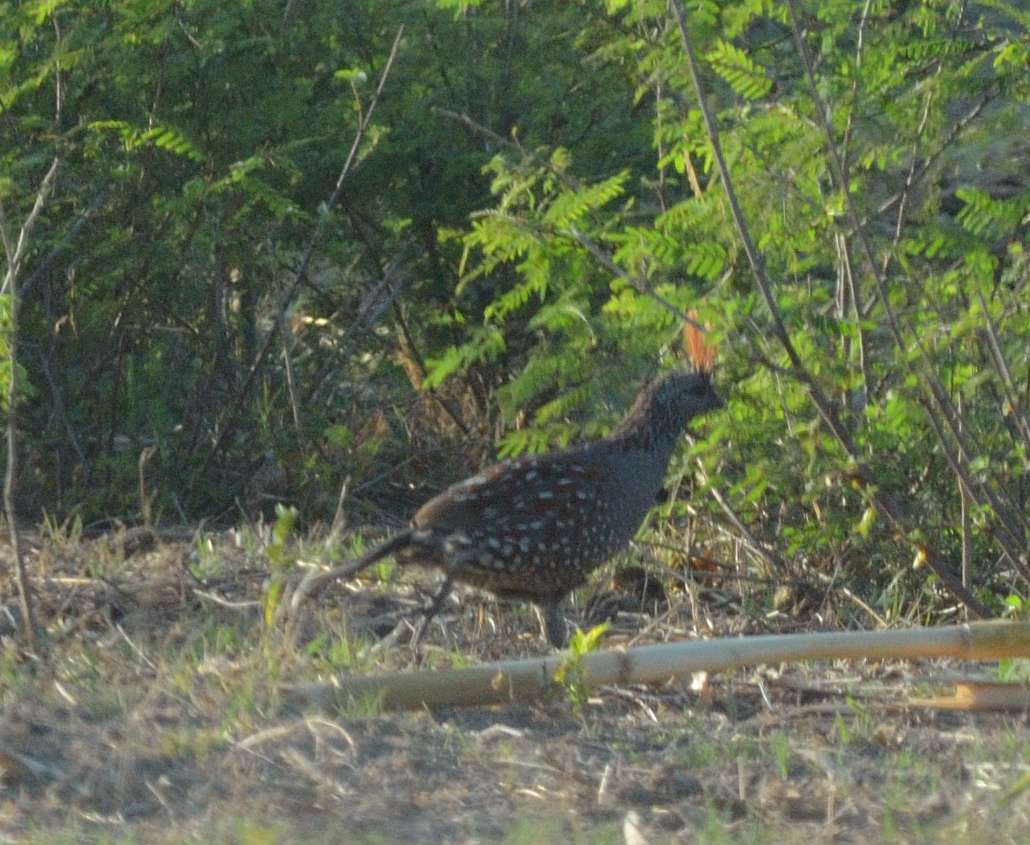
Hane.

Bland lätena hörs "chip-chip" som kontaktläte dagtid under födosökning och ett "cu-cow" när de samlas för nattkvist och återigen på morgonen.

## Utbredning och systematik
Prakttofsvakteln är endemisk för Mexiko och delas in i sex underarter med följande utbredning:
- Callipepla douglasii bensoni – förekommer i torra nordvästra Mexiko (Sonora)
- Callipepla douglasii languens – förekommer i torra nordvästra Mexiko (västra Chihuahua)
- Callipepla douglasii douglasii – förekommer i västra Mexiko (sydligaste Sonora till Sinaloa och nordvästra Durango)
- Callipepla douglasii impedita – förekommer i torra västra Mexiko (Nayarit)
- Callipepla douglasii teres – förekommer i torra västra Mexiko (nordvästra Jalisco)
- Callipepla douglasii vanderbilti – förekommer på Islas Marias utanför västra Mexiko

Vissa behandlar languens som en del av bensoni.

## Levnadssätt
Prakttofsvakteln hittas i bergstrakter upp till 1000 meters höjd i törnbuskmarker och lövskogar, men även på öppen mark och i odlade fält. När den störs fryrser den eller springer genom undervegetationen snarare än tar till vingarna.

## Status och hot
Arten har ett stort utbredningsområde och en stor population, och tros öka i antal. Utifrån dessa kriterier kategoriserar internationella naturvårdsunionen IUCN arten som livskraftig (LC).

## Namn
Fågelns vetenskapliga artnamn hedrar den skotske botanikern David Douglas (1799-1834) verksam i Nordamerika 1824-1833.